# الحركة الوطنية السويسرية
الحركة الوطنية السويسرية ( (بالألمانية: Nationale Bewegung der Schweiz) أو NBS) كانت مجموعة مظلة لنازية التي تشكلت في سويسرا في عام 1940.
في عام 1940، استوعب عددًا من المنظمات الداعمة للنازية ليصبح المكتب الوطني للإحصاء تحت قيادة هين والدكتور ماكس ليو كيلر. عمل كيلر مع هاينريش هيملر وأحضر معه أندرياس فون سبريشر، الذي دربته قوات الأمن الخاصة، لإدارة قسم الدعاية بالمجموعة الجديدة.

## روابط خارجية
1. ↑  وصلة مرجع: https://dodis.ch/R2058.
2. ↑  Georges André Chevallaz, The Challenge of Neutrality: Diplomacy and the Defense of Switzerland, Lexington Books, 2001, p. 95